# Eugenio Castigliano
Eugenio Castigliano (Roma, 6 febbraio 1946 – Roma, 2 aprile 2012) è stato un tennista italiano.

## Biografia
Abbastanza dotato nei fondamentali, Eugenio Castigliano si perfeziona alla guida di Mario Belardinelli al centro tecnico federale di Formia.
Nel 1968 è schierato vittoriosamente in doppio in Coppa Davis, in coppia con Ezio Di Matteo, contro il Principato di Monaco. Partecipa, a titolo dimostrativo, ai Giochi della XIX Olimpiade di Città del Messico, sia in singolare, dove raggiunge il secondo turno (sconfitto dallo statunitense Fitzgibson) che nel doppio, in coppia con Massimo Di Domenico, dove raggiunge i quarti di finale (sconfitta con gli ecuadoriani Olvera-Guzman). Nello stesso anno, raggiunge la finale ai Campionati assoluti battuto da Nicola Pietrangeli.
L'anno dopo è singolarista in Coppa Davis, contro il Belgio e batte Eric Drossart a Genova; perde, invece dal sovietico Alexander Metreveli a Mosca.
Nei tornei del Grande Slam non è mai andato oltre il primo turno, nel 1968 al Torneo di Wimbledon e nel 1969 e 1970 al Roland Garros.
Nel 1972 è giunto al terzo turno degli Internazionali d'Italia, perdendo dal rumeno Ilie Năstase per 6-2, 3-6, 6-4, dopo aver sconfitto lo spagnolo Luis Bruguera.
È stato finalista nei tornei di Bari, Napoli e Roma-Fleming, sconfitto rispettivamente da Barazzutti, Higueras e Di Domenico. Ha vinto il torneo di Torino-Grugliasco del 1975, battendo in finale Piero Toci.